# باشگاه فوتبال پاهانگ
باشگاه فوتبال پاهانگ (انگلیسی: Pahang FA) یک باشگاه فوتبال از مالزی است که در شهر کوانتان ایالت پاهانگ قرار دارد.